# ヴィットーレ・カルパッチョ

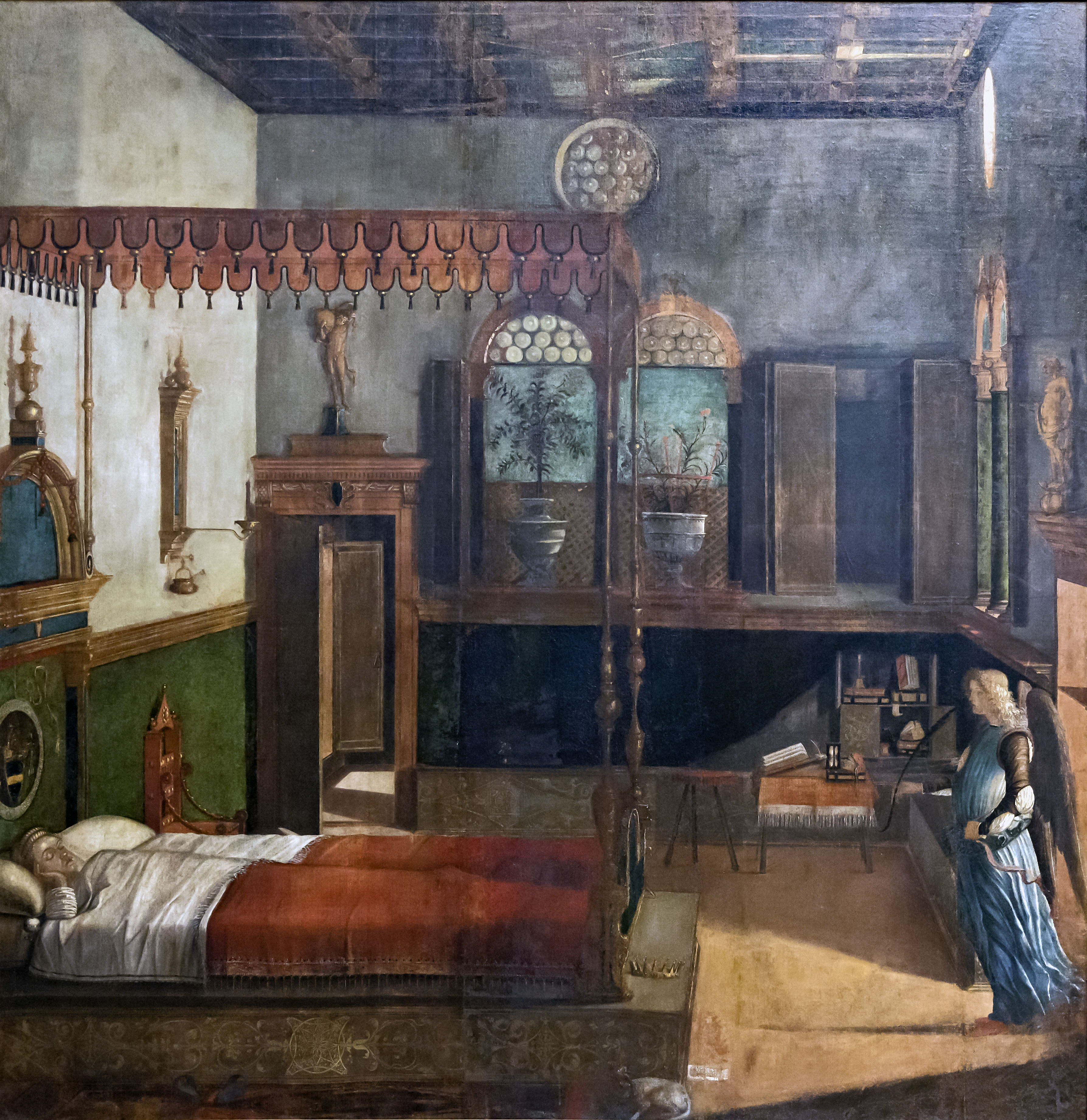
『聖ウルスラの夢』（1495年）

ヴィットーレ・カルパッチョ（Vittore Carpaccio, 1465年頃 - 1525年頃）は、イタリア、ヴェネツィア派の画家で、同じくヴェネツィア派のジェンティーレ・ベリーニに師事した。風景描写に優れる。カルパッチョはとりわけ、『聖ウルスラ物語』として知られる、9枚の絵画よりなる連作で著名である。

## 概説

### 生涯

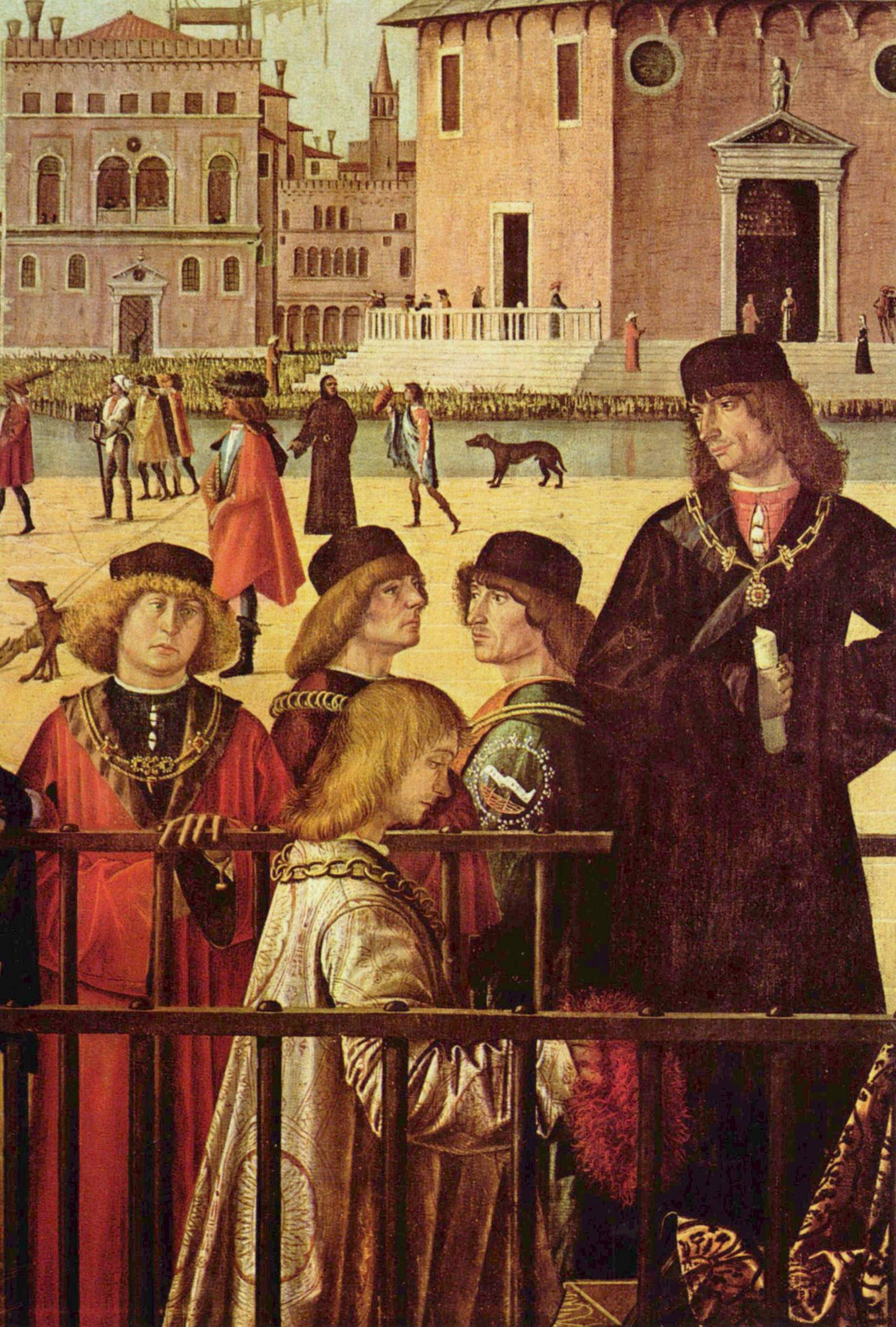
連作『聖ウルスラ物語』
英国使節達の到着（細部）

カルパッチョの生涯については不明な部分が多いが、彼の主要作品が1490年から1519年までの期間に制作されたことは確かである。また彼が、初期ヴェネツィア派を代表する画家の一人であることも間違いない。生年月日は推測でしか分からないが、おじであるフラ・イラリオ（Fra Ilario）の遺言書のなかで1472年に言及されているのが、彼についてもっとも初期に判明している事実である。この遺言での言及から、ドクター・ルードヴィッヒ（Dr Ludwig）は、15歳未満では遺産相続者の資格はないとの理由に基づいて、カルパッチョの誕生が1455年頃だと推定した。
しかしこの推定は、遺言者であるおじが、相続人たるカルパッチョが法的年齢に将来達することを前提に、遺言書を作成したという可能性を考慮していない。
彼の最初期の作品群であり、1490年にヴェネツィアで制作された『聖ウルスラ』連作における、未だ若年の未熟さが残る作風を考えると、この時点でカルパッチョが35歳の画家として成熟した年齢に達していたとは考えられない。こうして彼の誕生の日付は、1490年当時には25歳ほどであったと仮定して逆算されている。

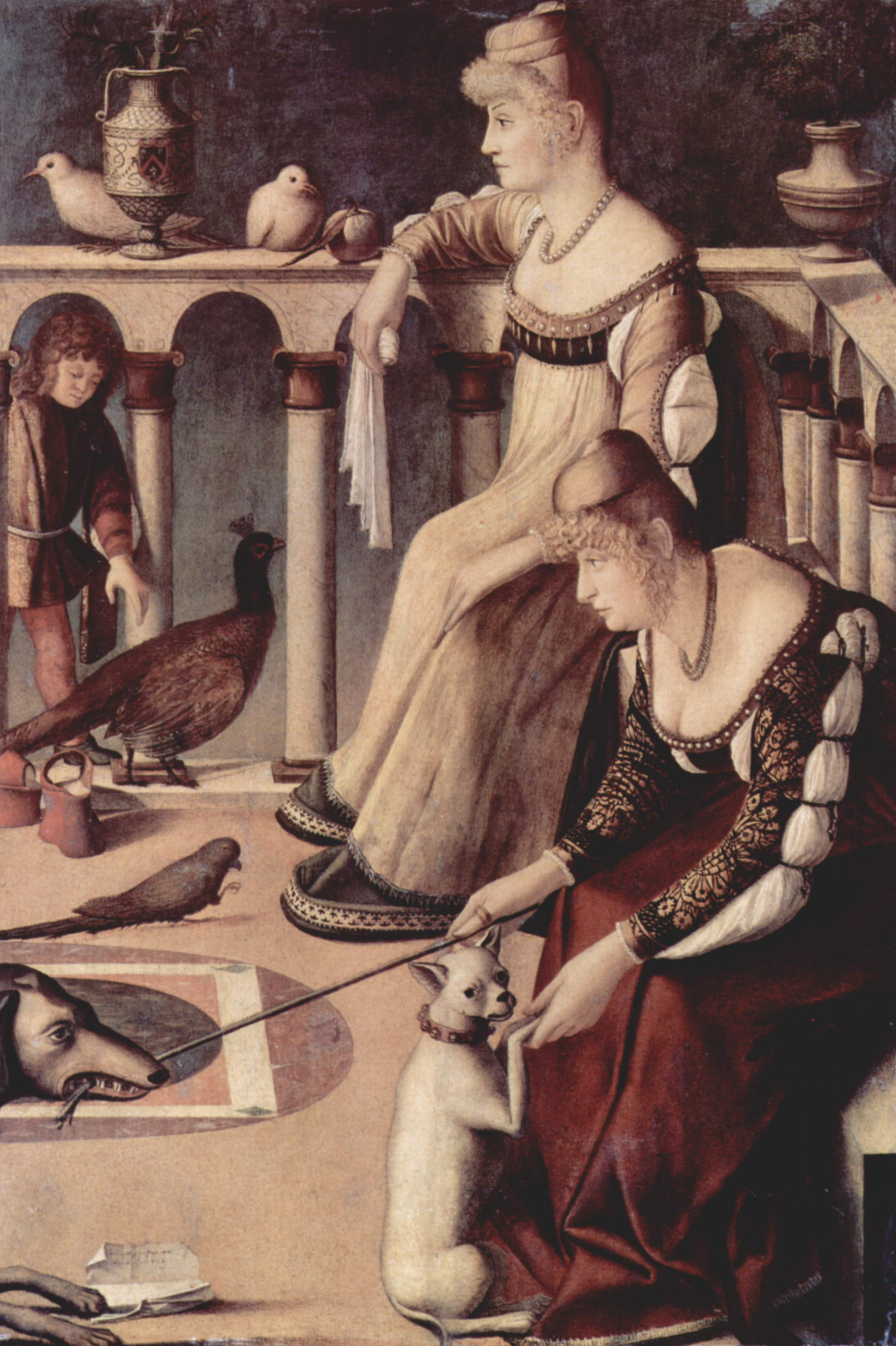
『二人のヴェネツィアの女性』、コッレール美術館 (ヴェネツィア)

確かなことは、カルパッチョはジョヴァンニ・ベリーニやアントニオ・ヴィヴァリーニ（en:Antonio Vivarini）などと同様、ヴェネツィアの大きな絵画工房の親方であったラッザロ・バスティアーニ（Lazzaro Bastiani）の弟子であったことである（時として間違えられているが、バスティアーニの師ではない）。バスティアーニ自身の作品は、ウィーンにある『S・ヴェネランダ（S. Veneranda）』、ロンドンのナショナル・ギャラリーにある『聖処女の前跪く Doge Mocenigo 』及び『聖母子』（以前は、カルパッチョのものとされていた）などの絵画において見て取れる。
後年になってカルパッチョは、ジョヴァンニ・バッティスタ・チーマ・ダ・コネリアーノ（1459年頃 - 1517年頃、en:Cima da Conegliano）の影響を受けたように見える（例えば、フェラーラでの1508年の『童貞マリアの死、Death of the Virgin』）。『聖ウルスラ』連作から離れた、『童貞マリアの生涯』や『聖ステパノスの生涯』、そしてベルリンにおける『死せるキリスト』などの分散した連作が、とりわけ言及に値する。
カルパッチョのその他の作品としては、マドリードのティッセン＝ボルネミッサ美術館にある1510年の『若い騎士の肖像』、ニューヨークのメトロポリタン美術館に所蔵されている1510年頃の『キリストの受難の瞑想』、ヴェネツィアのアカデミア美術館にある1515年の『アララット山の1万人の殉教者』（Ten thousand martyrs of Mount Ararat）、ベオグラードのセルビア国立美術館 (en:National Museum of Serbia) にある『聖セバスティアヌス』、同じく『聖なる巡礼者』がある。

### 詳細参照
信頼の置ける詳細な説明については、ポンペオ・モルメンティとグスターフ・ルードヴィッヒの共著『ヴィットーレ・カルパッチョの生涯と作品』（英語訳：R・H・キャスト訳『 Life and Works of Vittorio Carpaccio 』、1907年）及び、『ロンドン・クォータリー・レビュー（Quarterly Review）』誌 1908年春号所収のロジャー・フライによる評論「ジャンル画家とその批評」を参照。

## 作品
代表作としては、この当時、実在の童貞殉教聖女として崇敬が盛んであった聖ウルスラを主題とする、1495年の9枚の連作『聖ウルスラの夢』（画像）、また1515年の『騎士の帰還』(Ritratto di cavaliere)がある。
生没年、作品制作年ともにこの記事では、矛盾する数字となっている。『聖ウルスラ伝説』の連作は、1490年に制作と1495年に制作の両方の記述があるが、英語版では、1490年となっている。詳細について異論があるのかも知れない。

## 画集解説
- 『カルパッチョ イタリア・ルネサンスの巨匠たち23 ヴェネツィアの画家』 フランチェスコ・ヴァルカノーヴァ、篠塚二三男訳、東京書籍、1995年

## その他
ヴィットーレ・カルパッチョの名を由来とするカルパッチョという料理がある。生牛肉にパルミジャーノ・レッジャーノまたはソースをかけた料理で、名前の由来は赤身の生牛肉の色味が彼の独特の赤色を基調とした作風と似ているので名づけられたとされる。彼自身が好んだという説もある。